# Emmeniden
Die Emmeniden waren eine Familie von Herrschern oder Tyrannen des 5. Jahrhunderts v. Chr. im antiken Akragas auf Sizilien.
Zu ihnen gehören:
- Theron (ca. 488–473/472 v. Chr.), der gemeinsam mit Gelon 480 v. Chr. bei Himera die Karthager besiegte, und
- Thrasydaios (473/472–472 v. Chr.), ein Sohn des Theron, der 472. v. Chr. von Hieron I. besiegt und vertrieben wurde.